# Джулія Лама
Джулія Лама(італ. Giulia Lama, повне ім'я Джулія Єлизавета Лама (Giulia Elisabetta Lama), 1 жовтня,1681, Венеція — 7 жовтня, 1747, Венеція) —  художниця доби бароко, представниця венеційської школи.

## Історія вивчення
Належала до забутих майстринь. Біографія художниці погано документована. Практично була невідомою впродовж XIX ст. Багато для відновлення біографії майстрині зробили італійські дослідники Уго Руджеро, Джузеппе Фйокко, Родольфо Палуччіні, Адріано Маріус. Було віднайдено близько двохсот картин художниці.
Довгий час твори художниці відносили до творчості художників-чоловіків венеційської школи (Йоган Лісс, Джованні Баттіста П'яцетта).

## Канва біографії
За припущеннями, вона могла бути донькою венеційського художника Агостино Лама (помер 1714). За документами народилась в кварталі Санта Марія Формоза. Була старшою дитиною в родині, де було два сини, Ніколо та П'єтро, та дві сестри.
Якщо вона донька художника, то могла отримати перші художні навички в майстерні батька. Але за висновками італійських дослідників художниця досить пізно звернулася до творчості, приблизно в тридцять років. Першою картиною художниці вважають «Портрет прокуратора П'єтро Грімані», датований 1719 роком. Є відомості, що вона була творчою натурою і без звертання до живопису, писала вірші і навіть займалась математикою.
Питання навчання залишається відкритим. Вважати її вчителем художника Джованні Баттіста П'яцетта нема підстав, бо художник ненабагато відрізнявся від неї віком і за спогадами працював над картинами довго і важко. Це дало підстави вважати її вчителем хрещеного батька, венеційського художника Ніколо Кассана (1659—1714), котрий емігрував в Лондон, де і помер.
Серед картин майстрині — чимало релігійного живопису і навіть вівтарні композиції («Мадонна з немовлям і св. Августином та Франциском із Паули»). Майстриня мала хист до драматичних композицій і могла знати твори римських караваджистів чи представників болонської школи. Вказівкою на це є типові для караваджизму сюжети — «Юдиф і Олоферн», сцени мучеництва святих.
Джулія Лама виробила власну, індивідуальну художню манеру і робила власні композиції, не копіювала попередників. Образи в картинах художниці не відрізнялись прагненням їх ідеалізувати, таким притаманним художницям-жінкам. Не помічено прагнення ідеалізації і в автопортреті Джулії Лами з галереї автопортретів в Уффіці.
Художниця не мала власної родини і власних дітей. Не була в гільдії художників Венеції. Практично все життя мешкала в будинку на Салле Лунга. По смерті майстрині її майно успадкувала сестра Цецилія.

## Вибрані твори
- «Портрет прокуратора П'єтро Грімані»

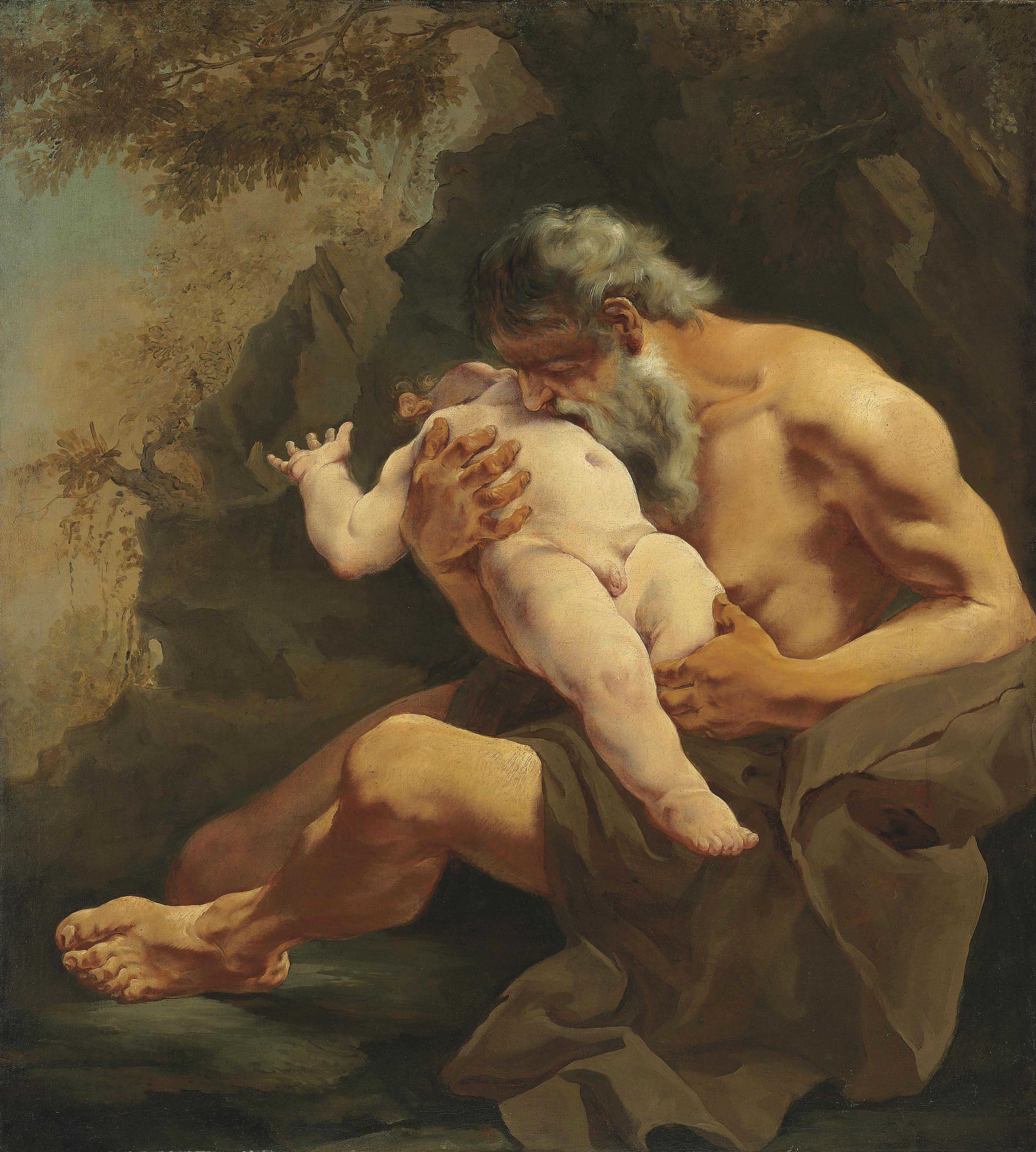
Джулія Лама. «Бог Сатурн пожирає власну дитину», 1735 р.

- «Молитва Юдифи в шатрі Олоферна», варіанти
- «Бог Сатурн пожирає власну дитину»
- «Нептун», варіанти
- «Викрадення сабінянок»
- «Кухня»
- «Бабуся з онуком»
- «Хлопчик з прапором»
- «П'яний Ной та сини»
- «Св. Трійця»
- «Христос, увінчаний терням»
- «Глорія»
- «Св. Теодоро верхи»
- «Се людина» або «Христос перед натовпом»
- « Розп'яття з апостолами»
- «Мучеництво Св. Єврозії» Єврозії"
- «Мучеництво Св. Якова»
- « Св. Антоній Падуанський»
- Чотири євангелісти
- « Шлях на Голгофу»
- «Мадонна з немовлям»
- "Апостол Петро "
- "Єпископ Магнус "
- "Алегорія Венеції "
- «Автопортрет», Уффіці, Флоренція
- «Мадонна з немовлям і св. Августином та Франциском із Паули»
- « Викрадення Європи»
- « Св. Єронім і янгол»
- « Старий з книгою»
- « Жінка з драперією»
- « Старий з вервицею»

## Галерея

«Молитва Юдифи в наметі Олоферна»
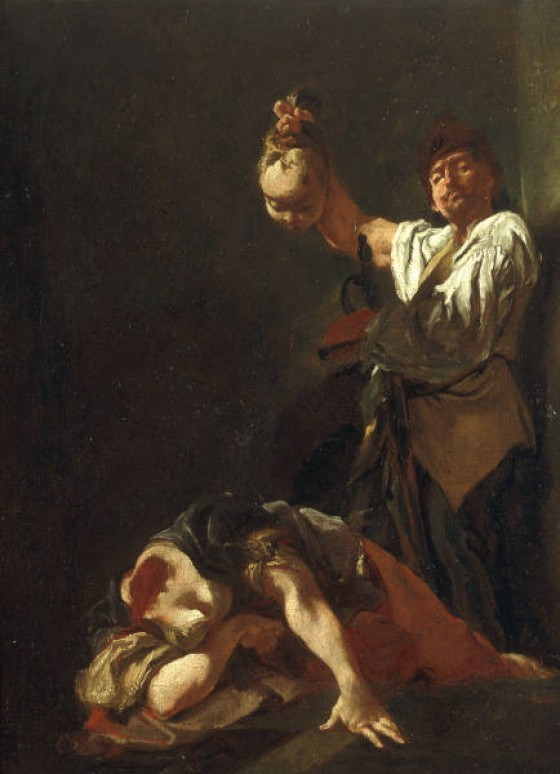
«Мучеництво Св. Єврозії»
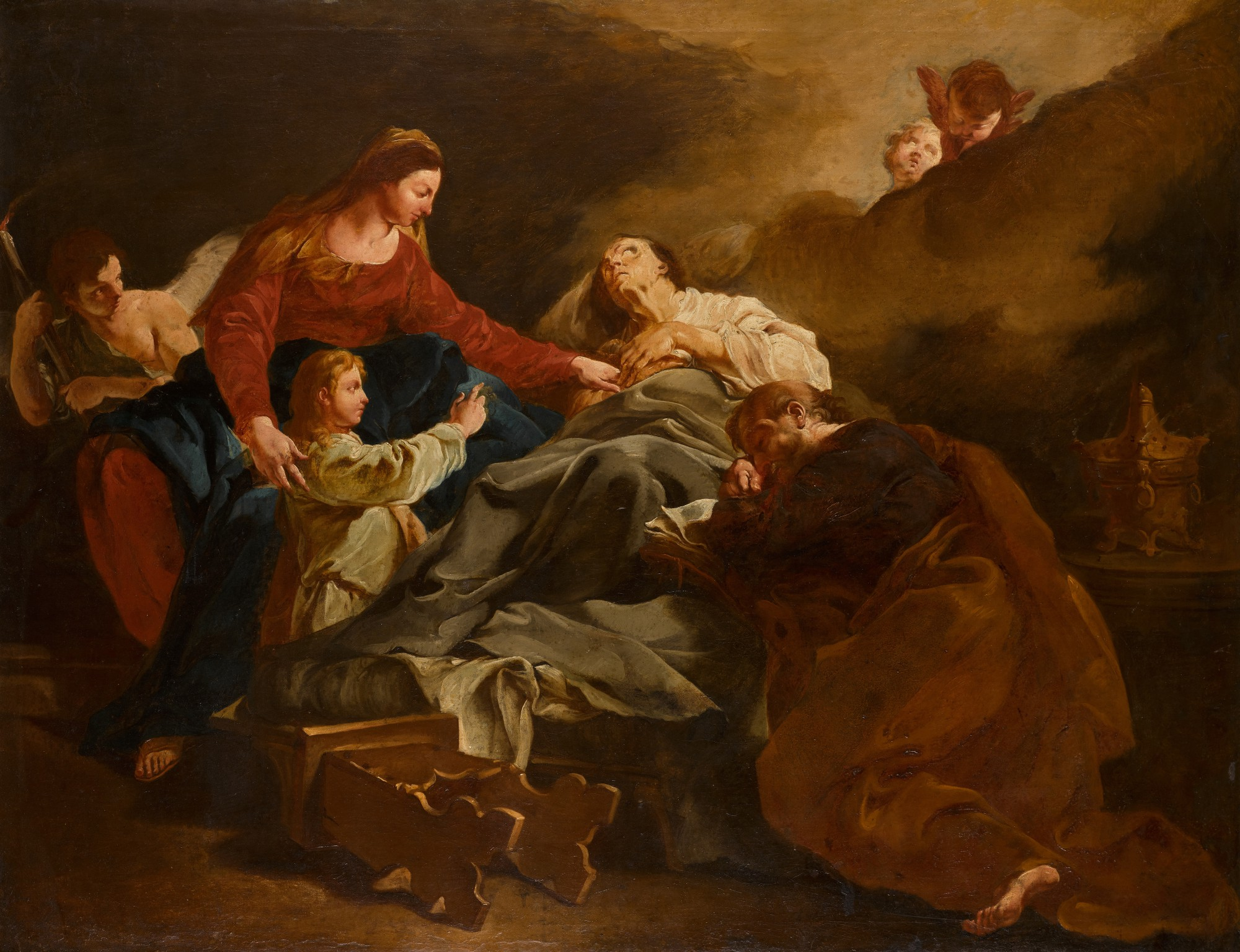
«Екстаз Св. Анни»